# 피디리쿠 3세

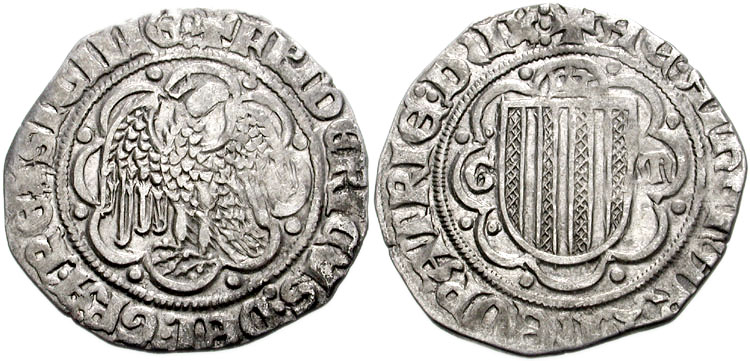

피디리쿠 3세(시칠리아어: Fidiricu III)는 시칠리아 왕국의 왕이다. 별명은 단순왕(lu Sìmprici). 부왕은 페트루 2세이며 모후는 오토 3세 폰 케른텐 공작의 딸 엘리자베스이다. 선왕이자 맞형인 루이지가 페스트로 사망하여 피디리쿠가 왕위를 이어받았다.